# Vestingcross
Le Vestingcross (en français : cyclo-cross de la forteresse) est une course de cyclo-cross disputée depuis 2017 à Hulst, dans la province de Zélande, aux Pays-Bas. Après avoir fait partie du Brico Cross (devenu en 2019 Ethias Cross), il devient une manche de la coupe du monde en 2021. 

## Palmarès

### Hommes élites
| Année | Vainqueur            | Deuxième          | Troisième         |
| ----- | -------------------- | ----------------- | ----------------- |
| 2017  | Mathieu van der Poel | Lars van der Haar | Wout van Aert     |
| 2018  | Mathieu van der Poel | Laurens Sweeck    | Tom Meeusen       |
| 2019  | Mathieu van der Poel | Lars van der Haar | Tom Pidcock       |
| 2020  | Eli Iserbyt          | Tom Pidcock       | Toon Aerts        |
| 2021  | Mathieu van der Poel | Wout van Aert     | Tom Pidcock       |
| 2022  | Tom Pidcock          | Eli Iserbyt       | Lars van der Haar |
| 2022  | Mathieu van der Poel | Laurens Sweeck    | Eli Iserbyt       |
| 2023  | Mathieu van der Poel | Joris Nieuwenhuis | Lars van der Haar |
| 2024  | Niels Vandeputte     | Felipe Orts       | Pim Ronhaar       |

### Femmes élites
| Année | Vainqueur         | Deuxième          | Troisième            |
| ----- | ----------------- | ----------------- | -------------------- |
| 2017  | Sanne Cant        | Katherine Compton | Laura Verdonschot    |
| 2018  | Laura Verdonschot | Ellen Van Loy     | Ceylin Alvarado      |
| 2019  | Denise Betsema    | Annemarie Worst   | Inge van der Heijden |
| 2020  | Ceylin Alvarado   | Annemarie Worst   | Denise Betsema       |
| 2021  | Denise Betsema    | Lucinda Brand     | Ceylin Alvarado      |
| 2022  | Lucinda Brand     | Puck Pieterse     | Annemarie Worst      |
| 2022  | Puck Pieterse     | Fem van Empel     | Shirin van Anrooij   |
| 2023  | Puck Pieterse     | Ceylin Alvarado   | Lucinda Brand        |
| 2024  | Marie Schreiber   | Lucinda Brand     | Puck Pieterse        |

### Hommes espoirs
| Année | Vainqueur        | Deuxième         | Troisième            |
| ----- | ---------------- | ---------------- | -------------------- |
| 2019  | Loris Rouiller   | Niels Vandeputte | Maik van der Heijden |
| 2024  | Tibor Del Grosso | Jente Michels    | David Haverdings     |

### Hommes juniors
| Année | Vainqueur       | Deuxième             | Troisième           |
| ----- | --------------- | -------------------- | ------------------- |
| 2017  | Tom Pidcock     | Ryan Kamp            | Jelle Camps         |
| 2018  | Tomáš Kopecký   | Loris Rouiller       | Niels Vandeputte    |
| 2019  | Lennert Belmans | Emiel Verstrynge     | Wout Vervoort       |
| 2020  | Thibau Nys      | Tibor Del Grosso     | Jente Michels       |
| 2022  | Yordi Corsus    | Guus van den Eijnden | Seppe van den Boer  |
| 2023  | Senna Remijn    | Keije Solen          | Barnabás Vas        |
| 2024  | Giel Lejeune    | Mattia Agostinacchio | Arthur Van den Boer |

### Femmes juniors
| Année | Vainqueur               | Deuxième         | Troisième       |
| ----- | ----------------------- | ---------------- | --------------- |
| 2023  | Vida Lopez De San Roman | Imogen Wolff     | Puck Langenbarg |
| 2024  | Rafaëlle Carrier        | Barbora Bukovská | Lison Desprez   |